# Xylota bicincta
Xylota bicincta är en tvåvingeart som först beskrevs av Szilady 1940.  Xylota bicincta ingår i släktet vedblomflugor, och familjen blomflugor. Inga underarter finns listade i Catalogue of Life.